# 網上行

網上行

網上行是香港電訊旗下的互聯網連接服務品牌，現時由香港電訊有限公司經營。

## 簡介
前身是香港電訊屬下互動多媒體服務部門（即香港電訊IMS），在1996年4月18日以「Netvigator網上行」為名推出上網服務，開始時以撥號連線形式提供互聯網連接服務，為香港首間提供撥號連線上網的電訊服務公司。1998年收購當時香港第二大ISP星光國際網絡。
網上行（Netvigator）在1998年5月以「網上行極速線」為名推出附屬互動電視 iTV的1.5Mbps寬頻上網服務，成為首間在香港提供家居寬頻上網服務的商業機構，寬頻服務初時以ATM連接方式為主。1999年推出獨立寬頻上網服務，服務無需附帶互動電視 iTV，以xDSL及光纖到戶連接方式為主，截至2010年12月，以xDSL連接的寬頻網絡覆蓋率達全港98%，以光纖到戶連接的寬頻網絡覆蓋率為全港81.9%，是香港用戶數量最多的互聯網服務供應商，其主因是母公司香港電訊佔有香港大部分電話固網業務，故網上行在未有第二類互連規管時，藉着母公司的ADSL網絡，使其用戶數量及覆蓋率居於首位。這情況在開放第二類互連後亦未改變。
網上行藉著香港電訊的PCCW Global國際頻寬網纜專線業務，成為全球提供最高國際頻寬的互聯網服務供應商。現時大部份網上行用戶以ADSL方式連接網絡，隨着其他ISP加入競爭，其市場占有率開始受到挑戰，主要是由於ADSL的上傳及下傳傳輸速度受到地理限制，傳輸速度遠不及其他非ADSL的互聯網服務供應商提供的服務，近期更成為對手在廣告宣傳上的攻擊對象。部分偏遠地區因為線路鋪設及固網機樓維修的問題，寬頻服務可能會間歇性出現訊號不穩定之情況。

## 網上行 Everywhere
網上行 Everywhere為網上行聯同CSL Mobile Limited提供的HSPA+、4G、Wi-Fi 「三網合一」服務品牌。於2007年8月22日面世，透過綜合服務計劃，將這三個網絡合而為一，自動挑選傳輸網絡。目前，電訊盈科已於全港各大專院校、便利店、主要購物商場、港鐵站及電話亭等設置10,118個Wi-Fi熱點，並且建立服務品牌Csl Wi-Fi。

## 爭議與批評
網上行被批評於獨家市場無理加價，例如唐樓、村屋和離島等地區，加幅高達50%至170%。昂貴的月費只得到約3至8Mbps的ADSL寬頻服務，速度大幅低於市區的100Mbps光纖寬頻服務。部份用戶因而選擇使用手機4G分享WiFi上網。

## 相關項目
- 香港電訊
- Now tv

## 外部連結
- 網上行寬頻 （页面存档备份，存于）
- 網上行2011年推出200M光纖寬頻服務[永久]